# كرة القدم في الألعاب الأولمبية الصيفية 1984
مسابقة كرة القدم في الألعاب الأولمبية الصيفية 1984 بدأت يوم 29 يوليو وانتهت يوم 11 أغسطس. لم تعقد سوى مسابقة للرجال في هذه الدورة، بما أن كرة القدم النسائية لم تكن حدثاً أولمبياً بعد. وللمرة الأولى سمح للاعبين المحترفين بالمشاركة في الألعاب الأولمبية. حتى ذلك الحين كانت المشاركة مقتصرة على اللاعبين الهواة مما كان محبذاً بشدة لدى الدول الاشتراكية من أوروبا الشرقية التي كان جميع لاعبيها محترفين. إلا أن الفيفا حفاظاً منها على أسبقية كأس العالم، قررت أن تكون البطولة مقتصرة على اللاعبين الذين لديهم أقل من خمس مباريات دولية عند بدء البطولة بغض النظر عن أعمارهم.
لعبت مسابقة كرة القدم في أربعة ملاعب:
- ملعب هارفارد (بوسطن)
- ملعب سلاح مشاة البحرية التذكاري (أنابوليس)
- ملعب ستانفورد (ستانفورد)
- ملعب روز بول (باسادينا)

استقطبت مباراة الميدالية الذهبية بين فرنسا والبرازيل على ملعب روز بول حضور جماهيري قياسي بالنسبة لمباراة كرة قدم في الألعاب الأولمبية بلغ 101,799 متفرج. تمكن هذا الرقم من الصمود حتى عام 2014 كأعلى حضور شهدته مباراة كرة قدم في الولايات المتحدة. وتم تحطيم الرقم القياسي السابق البالغ 100,000 متفرج والذي سجل على ملعب ملبورن للكريكيت بأستراليا خلال مباراة لكرة قدم بين الاتحاد السوفيتي ويوغوسلافيا في الألعاب الأولمبية الصيفية 1956. وبقي عدد الحضور في روز بول قياسياً في الألعاب الأولمبية إلى أن حضر 104,098 مباراة الميدالية الذهبية ضمن الألعاب الأولمبية الصيفية 2000 بين الكاميرون وإسبانيا على ملعب أستراليا بسيدني.
ظل ذلك الحضور هو الأعلى في مباراة لكرة القدم في الولايات المتحدة حتى حضر 109,318 متفرج مباراة مانشستر يونايتد الذي هزم ريال مدريد خلال بطولة الكأس الدولية للأبطال 2014 على ملعب ميشيغان في آن آربر.

## التصفيات
تأهل ستة عشر منتخباً إلى المسابقة الأولمبية بعد خوضهم أدوار تأهيلية قارية. تأهلت ثلاث دول أعضاء حلف وارسو لكنها انسحبت كجزء من حملة المقاطعة بقيادة الاتحاد السوفيتي. تم استبادل المنتخبات المقاطعة كما يلي:
- ألمانيا الشرقية تصدرت مجموعتها الثانية الأوروبية. حل محله النرويج، الذي احتل المركز الثالث؛ صاحب المركز الثاني بولندا قاطع أيضًا البطولة.
- الاتحاد السوفيتي تصدر مجموعته الأولى الأروبية. حل محله ألمانيا الغربية، صاحب المركز الرابع. كما قاطع البطولة المجر الثانية وبلغاريا الثالثة.
- تأهلت تشيكوسلوفاكيا بصفتها بطلة عام 1980. حلت مكانها إيطاليا ثالثة المجموعة الثالثة الأوروبية.

| - أفريقيا (كاف) - الكاميرون - مصر - المغرب - آسيا (اي إف سي) - العراق - السعودية - قطر - أمريكا الشمالية والوسطى (كونكاكاف) - كندا - كوستاريكا | - أمريكا الجنوبية (كونميبول) - البرازيل - تشيلي - أوروبا (يويفا) - فرنسا - إيطاليا (عوضت تشيكوسلوفاكيا) - النرويج (عوضت ألمانيا الشرقية) - ألمانيا الغربية (عوضت الاتحاد السوفيتي) - يوغوسلافيا - الدولة المضيفة - الولايات المتحدة |

## منافسة الرجال

### فائزو الميداليات
| الميدالية الذهبية – فرنسا ويليام عياش · ميشيل بنسوسان · ميشيل بيبارد · دومينيك بيجوتات · فرانسوا بريسون · باتريك كوباينز · باتريس غاراندي · فيليب جانول · غي لاكومب · جان-كلود ليمول · جان-فيليب رور · ألبير روست · ديديه سيناك · جان-كريستوف توفينيل · جوزيه توريه · دانييل زيريب · جان-لوي زانون · المدرب: هنري ميشيل | الميدالية الفضية – البرازيل بينغا · دافي · ميلتون كروز · لويس هنريكه دياس · أندريه لويس · ماورو غالفاو · تونيو · كيتا · غيلمار بوبوكا · سيلفينيو · غيلمار · أديمير · باولو سانتوس · رونالدو · دونغا · تشيكاو · لويز كارلوس فينك · المدرب: جاير بيسيرني | الميدالية البرونزية – يوغوسلافيا ميرساد بالييتش · محمد بازداريفيتش · فلادو تشابلييتش · بوريسلاف سفيتكوفيتش · ستيبان ديفيريتش · ميلكو جوروفسكي · ماركو إلسنر · نيناد غراتشان · توميسلاف إيفكوفيتش · سريتشكو كاتانيتس · برانكو ميليوش · ميتار مركيلا · يوفيتسا نيكوليتش · إيفان بودار · ليوبومير رادانوفيتش · أدمير سماييتش · دراغان ستويكوفيتش · المدرب: إيفان توبلاك |

## حكام المباريات
| أفريقيا - محمد حسام الدين - غيبرييسوس تيسفاي - بستر كالومبو آسيا - عبد العزيز السالمي - كيونغ-بوك تشا - توشيكازو سانو أمريكا الشمالية والوسطى - توني إيفانغيليستا - أنتونيو ماركيز راميريز - لويس باولينو سيليس - ديفيد سوخا | أمريكا الجنوبية - روموالدو أربي فيليو - غاستون كاسترو - خيسوس دياز - خورخي إدواردو روميرو أوروبا - إنزو بارباريسكو - إيوان إيغنا - يان كايزر - باريان ماكغينلي - جويل كوينيو - فولكر روت - فيكتوريانو سانشيز أرمينيو - إدفارد سوستاريتش |

## البطولة

### الدور الأول

#### المجموعة أ
| فريق    | لعب | ف | ت | خ | له | عليه | ف.أ | نقاط |
| ------- | --- | - | - | - | -- | ---- | --- | ---- |
| فرنسا   | 3   | 1 | 2 | 0 | 5  | 4    | +1  | 5    |
| تشيلي   | 3   | 1 | 2 | 0 | 2  | 1    | +1  | 5    |
| النرويج | 3   | 1 | 1 | 1 | 3  | 2    | +1  | 4    |
| قطر     | 3   | 0 | 1 | 2 | 2  | 5    | −3  | 1    |

| النرويج | 0–0   | تشيلي |
| ------- | ----- | ----- |
|         | تقرير |       |

| فرنسا                                 | 2–2   | قطر                 |
| ------------------------------------- | ----- | ------------------- |
| باتريس غاراندي 43' · دانييل زيريب 61' | تقرير | خالد سلمان 55'، 60' |

| النرويج            | 1–2   | فرنسا                  |
| ------------------ | ----- | ---------------------- |
| بير إيغيل آلسن 33' | تقرير | فرانسوا بريسون 5'، 56' |

| تشيلي           | 1–0   | قطر |
| --------------- | ----- | --- |
| خايمي بايزا 52' | تقرير |     |

| قطر | 0–2   | النرويج             |
| --- | ----- | ------------------- |
|     | تقرير | يوار فودال 21'، 52' |

| تشيلي             | 1–1   | فرنسا              |
| ----------------- | ----- | ------------------ |
| فرناندو سانتيس 9' | تقرير | جان-كلود ليمول 50' |

#### المجموعة ب
| فريق       | لعب | ف | ت | خ | له | عليه | ف.أ | نقاط |
| ---------- | --- | - | - | - | -- | ---- | --- | ---- |
| يوغوسلافيا | 3   | 3 | 0 | 0 | 7  | 3    | +4  | 6    |
| كندا       | 3   | 1 | 1 | 1 | 4  | 3    | +1  | 3    |
| الكاميرون  | 3   | 1 | 0 | 2 | 3  | 5    | −2  | 2    |
| العراق     | 3   | 0 | 1 | 2 | 3  | 6    | −3  | 1    |

| كندا         | 1–1   | العراق        |
| ------------ | ----- | ------------- |
| غيري غري 70' | تقرير | حسين سعيد 83' |

| يوغوسلافيا                                     | 2–1   | الكاميرون      |
| ---------------------------------------------- | ----- | -------------- |
| يوفيتسا نيكوليتش 39' · بوريسلاف سفيتكوفيتش 70' | تقرير | روجيه ميلا 32' |

| الكاميرون      | 1–0   | العراق |
| -------------- | ----- | ------ |
| بول باهوكين 7' | تقرير |        |

| يوغوسلافيا           | 1–0   | كندا |
| -------------------- | ----- | ---- |
| يوفيتسا نيكوليتش 76' | تقرير |      |

| الكاميرون           | 1–3   | كندا                                    |
| ------------------- | ----- | --------------------------------------- |
| لوي-بول إمفيديه 76' | تقرير | ديل ميتشل 43'، 82' · إيغور فرابليتس 72' |

| العراق                            | 2–4   | يوغوسلافيا                                           |
| --------------------------------- | ----- | ---------------------------------------------------- |
| حسين سعيد 17' · علي حسين شهاب 43' | تقرير | ستيبان ديفيريتش 55'، 76'، 87' · يوفيتسا نيكوليتش 86' |

#### المجموعة ج
| فريق            | لعب | ف | ت | خ | له | عليه | ف.أ | نقاط |
| --------------- | --- | - | - | - | -- | ---- | --- | ---- |
| البرازيل        | 3   | 3 | 0 | 0 | 6  | 1    | +5  | 6    |
| ألمانيا الغربية | 3   | 2 | 0 | 1 | 8  | 1    | +7  | 4    |
| المغرب          | 3   | 1 | 0 | 2 | 1  | 4    | −3  | 2    |
| السعودية        | 3   | 0 | 0 | 3 | 1  | 10   | −9  | 0    |

| ألمانيا الغربية                  | 2–0   | المغرب |
| -------------------------------- | ----- | ------ |
| أوفه ران 43' · أندرياس بريمه 52' | تقرير |        |

| البرازيل                                     | 3–1   | السعودية          |
| -------------------------------------------- | ----- | ----------------- |
| غيلمار بوبوكا 12' · سيلفينيو 50' · دونغا 59' | تقرير | ماجد عبد الله 69' |

| البرازيل          | 1–0   | ألمانيا الغربية |
| ----------------- | ----- | --------------- |
| غيلمار بوبوكا 86' | تقرير |                 |

| المغرب         | 1–0   | السعودية |
| -------------- | ----- | -------- |
| مصطفى ميري 72' | تقرير |          |

| السعودية | 0–6   | ألمانيا الغربية                                                              |
| -------- | ----- | ---------------------------------------------------------------------------- |
|          | تقرير | كريستيان شراير 8'، 66' · رودولف بومر 22'، 72' · أوفه ران 24' · فرانك ميل 32' |

| المغرب | 0–2   | البرازيل             |
| ------ | ----- | -------------------- |
|        | تقرير | دونغا 64' · كيتا 70' |

#### المجموعة د
| فريق             | لعب | ف | ت | خ | له | عليه | ف.أ | نقاط |
| ---------------- | --- | - | - | - | -- | ---- | --- | ---- |
| إيطاليا          | 3   | 2 | 0 | 1 | 2  | 1    | +1  | 4    |
| مصر              | 3   | 1 | 1 | 1 | 5  | 3    | +2  | 3    |
| الولايات المتحدة | 3   | 1 | 1 | 1 | 4  | 2    | +2  | 3    |
| كوستاريكا        | 3   | 1 | 0 | 2 | 2  | 7    | −5  | 2    |

| الولايات المتحدة                    | 3–0   | كوستاريكا |
| ----------------------------------- | ----- | --------- |
| ريك ديفيس 23'، 86' · جان فيلريش 35' | تقرير |           |

| إيطاليا         | 1–0   | مصر |
| --------------- | ----- | --- |
| ألدو سيرينا 63' | تقرير |     |

| مصر                                                                         | 4–1   | كوستاريكا              |
| --------------------------------------------------------------------------- | ----- | ---------------------- |
| محمود الخطيب 32' · مجدي عبد الغني 35' · عماد سليمان 62' · خالد جاد الله 71' | تقرير | إيفاريستو كورونادو 87' |

| إيطاليا           | 1–0   | الولايات المتحدة |
| ----------------- | ----- | ---------------- |
| فرانكو باريزي 58' | تقرير |                  |

| مصر             | 1–1   | الولايات المتحدة |
| --------------- | ----- | ---------------- |
| عماد سليمان 27' | تقرير | غريغ تومسون 8'   |

| كوستاريكا        | 1–0   | إيطاليا |
| ---------------- | ----- | ------- |
| إنريكه ريفرس 33' | تقرير |         |

### مرحلة خروج المغلوب
|  | ربع النهائي        | ربع النهائي        |                     |       | نصف النهائي | نصف النهائي |  |  | النهائي | النهائي |
|  |                    |                    |                     |       |             |             |  |  |         |         |
|  | 5 أغسطس – باسادينا |                    |                     |       |             |             |  |  |         |         |
|  |                    |                    |                     |       |             |             |  |  |         |         |
|  | فرنسا              | 2                  |                     |       |             |             |  |  |         |         |
|  | فرنسا              | 2                  | 8 أغسطس – باسادينا  |       |             |             |  |  |         |         |
|  | مصر                | 0                  |                     |       |             |             |  |  |         |         |
|  | مصر                | 0                  | فرنسا (ب.و.إ.)      | 4     |             |             |  |  |         |         |
|  | 6 أغسطس – باسادينا |                    | فرنسا (ب.و.إ.)      | 4     |             |             |  |  |         |         |
|  |                    | يوغوسلافيا         | 2                   |       |             |             |  |  |         |         |
|  | يوغوسلافيا         | يوغوسلافيا         | 2                   | 5     |             |             |  |  |         |         |
|  | يوغوسلافيا         |                    | 11 أغسطس – باسادينا | 5     |             |             |  |  |         |         |
|  | ألمانيا الغربية    | 2                  |                     |       |             |             |  |  |         |         |
|  | ألمانيا الغربية    | 2                  | فرنسا               | 2     |             |             |  |  |         |         |
|  | 5 أغسطس – ستانفورد |                    | فرنسا               | 2     |             |             |  |  |         |         |
|  |                    | البرازيل           | 0                   |       |             |             |  |  |         |         |
|  | إيطاليا (ب.و.إ.)   | البرازيل           | 0                   | 1     |             |             |  |  |         |         |
|  | إيطاليا (ب.و.إ.)   | 8 أغسطس – ستانفورد |                     | 1     |             |             |  |  |         |         |
|  | تشيلي              | 0                  |                     |       |             |             |  |  |         |         |
|  | تشيلي              | 0                  | إيطاليا             | 1     |             |             |  |  |         |         |
|  | 6 أغسطس – ستانفورد |                    | إيطاليا             | 1     |             |             |  |  |         |         |
|  |                    | البرازيل (ب.و.إ.)  | 2                   |       |             |             |  |  |         |         |
|  | البرازيل (ج.)      | البرازيل (ب.و.إ.)  | 2                   | 1 (4) |             |             |  |  |         |         |
|  | البرازيل (ج.)      |                    |                     | 1 (4) |             |             |  |  |         |         |
|  | كندا               | 1 (2)              |                     |       |             |             |  |  |         |         |
|  | كندا               | 1 (2)              |                     |       |             |             |  |  |         |         |

#### ربع النهائي
| إيطاليا              | 1–0 (ب.و.إ.) | تشيلي |
| -------------------- | ------------ | ----- |
| بنيامينو فينيولا 95' | تقرير        |       |

| فرنسا                 | 2–0   | مصر |
| --------------------- | ----- | --- |
| دانييل زيريب 29'، 52' | تقرير |     |

| البرازيل          | 1–1 (ب.و.إ.) | كندا          |
| ----------------- | ------------ | ------------- |
| غيلمار بوبوكا 72' | تقرير        | ديل ميتشل 58' |

| يوغوسلافيا                                                                              | 5–2   | ألمانيا الغربية                       |
| --------------------------------------------------------------------------------------- | ----- | ------------------------------------- |
| بوريسلاف سفيتكوفيتش 21'، 58'، 70' · ليوبومير رادانوفيتش 27' · نيناد غراتشان 46' (ركلة.) | تقرير | رودولف بومر 1' · مانفريد بوكنفيلد 28' |

#### نصف النهائي
| فرنسا                                                                    | 4–2 (ب.و.إ.) | يوغوسلافيا                                    |
| ------------------------------------------------------------------------ | ------------ | --------------------------------------------- |
| دومينيك بيجوتات 7' · فيليب جانول 15' · غي لاكومب 96' · دانييل زيريب 119' | تقرير        | بوريسلاف سفيتكوفيتش 63' · ستيبان ديفيريتش 74' |

| إيطاليا         | 1–2 (ب.و.إ.) | البرازيل                        |
| --------------- | ------------ | ------------------------------- |
| بييترو فانا 62' | تقرير        | غيلمار بوبوكا 53' · رونالدو 95' |

#### مباراة الميدالية البرونزية
| يوغوسلافيا                               | 2–1   | إيطاليا                      |
| ---------------------------------------- | ----- | ---------------------------- |
| ميرساد بالييتش 59' · ستيبان ديفيريتش 81' | تقرير | بنيامينو فينيولا 27' (ركلة.) |

#### مباراة الميدالية الذهبية
| فرنسا                                 | 2–0   | البرازيل |
| ------------------------------------- | ----- | -------- |
| فرانسوا بريسون 55' · دانييل زيريب 60' | تقرير |          |

| بطل أولمبياد 1984      |
| ---------------------- |
| · فرنسا · للمرة الأولى |

## مسجلي الأهداف
بتسجيلهم خمسة أهداف، تصدر دانييل زيريب لاعب فرنسا، وبوريسلاف سفيتكوفيتش وستيبان ديفيريتش لاعبي يوغوسلافيا ترتيب الهدافين. تم تسجيل 84 هدفاً في المجمل عن طريق 52 لاعب مختلف، مع عدم إحراء أي هدف بالخطأ.
5 أهداف
- دانييل زيريب
- بوريسلاف سفيتكوفيتش
- ستيبان ديفيريتش

4 أهداف
- غيلمار بوبوكا

3 أهداف
- ديل ميتشل
- فرانسوا بريسون
- رودولف بومر
- أوفه ران
- يوفيتسا نيكوليتش

هدفين
| - دونغا - عماد سليمان - بنيامينو فينيولا | - يوار فودال - حسين سعيد - خالد سلمان | - ريك ديفيس - كريستيان شراير |

هدف
| - كيتا - رونالدو - سيلفينيو - لوي-بول إمفيديه - بول باهوكين - روجيه ميلا - غيري غري - إيغور فرابليتس - فرناندو سانتيس - خايمي بايزا - إنريكه ريفرس - إيفاريستو كورونادو | - خالد جاد الله - مجدي عبد الغني - محمود الخطيب - دومينيك بيجوتات - غي لاكومب - جان-كلود ليمول - باتريس غاراندي - فيليب جانول - علي حسين شهاب - ألدو سيرينا - فرانكو باريزي - بييترو فانا | - مصطفى ميري - بير إيغيل آلسن - ماجد عبد الله - غريغ تومسون - جان فيلريش - أندرياس بريمه - فرانك ميل - مانفريد بوكنفيلد - ليوبومير رادانوفيتش - ميرساد بالييتش - نيناد غراتشان |

## الترتيب النهائي
| رتبة | فريق                   | لعب | ف | ت | خ | له | عليه | ف.أ | نقاط |
| ---- | ---------------------- | --- | - | - | - | -- | ---- | --- | ---- |
| 1    | فرنسا (FRA)            | 6   | 4 | 2 | 0 | 13 | 6    | +7  | 10   |
| 2    | البرازيل (BRA)         | 6   | 4 | 1 | 1 | 9  | 5    | +4  | 9    |
| 3    | يوغوسلافيا (YUG)       | 6   | 5 | 0 | 1 | 16 | 10   | +6  | 10   |
| 4    | إيطاليا (ITA)          | 6   | 3 | 0 | 3 | 5  | 5    | 0   | 6    |
| 5    | ألمانيا الغربية (FRG)  | 4   | 2 | 0 | 2 | 10 | 6    | +4  | 4    |
| 6    | كندا (CAN)             | 4   | 1 | 2 | 1 | 5  | 4    | +1  | 4    |
| 7    | تشيلي (CHI)            | 4   | 1 | 2 | 1 | 2  | 2    | 0   | 4    |
| 8    | مصر (EGY)              | 4   | 1 | 1 | 2 | 5  | 5    | 0   | 3    |
| 9    | الولايات المتحدة (USA) | 3   | 1 | 1 | 1 | 4  | 2    | +2  | 3    |
| 10   | النرويج (NOR)          | 3   | 1 | 1 | 1 | 3  | 2    | +1  | 3    |
| 11   | الكاميرون (CMR)        | 3   | 1 | 0 | 2 | 3  | 5    | -2  | 2    |
| 12   | المغرب (MAR)           | 3   | 1 | 0 | 2 | 1  | 4    | -3  | 2    |
| 13   | كوستاريكا (CRC)        | 3   | 1 | 0 | 2 | 2  | 7    | -5  | 2    |
| 14   | العراق (IRQ)           | 3   | 0 | 1 | 2 | 3  | 6    | –3  | 1    |
| 15   | قطر (QAT)              | 3   | 0 | 1 | 2 | 2  | 5    | –3  | 1    |
| 16   | السعودية (KSA)         | 3   | 0 | 0 | 3 | 1  | 10   | –9  | 0    |

## روابط خارجية
- مسابقة كرة القدم الأوليمبية لوس أنجليس 1984 نسخة محفوظة 26 يناير 2016 على موقع واي باك مشين.، FIFA.com
- ملخص RSSSF
- تقرير فيفا التقني